# فرنسيس كيلسي
فرنسيس كيلسي (بالإنجليزية: Francis W. Kelsey)‏ هو عالم لغوي كلاسيكي وأستاذ جامعي أمريكي، ولد في 23 مايو 1858 في أوغدين في الولايات المتحدة، وتوفي في 14 مايو 1927 في آن آربر في الولايات المتحدة.